# Сопова Балка
Сопова Балка — хутор в Брюховецком районе Краснодарского края.
Входит в состав Переясловского сельского поселения.

## География

### Улицы
- ул. Заречная,
- ул. Южная.

## Население
| 2002 | 2010 |
| ---- | ---- |
| 97   | ↘56  |